# Union City Blue
Union City Blue è un singolo del gruppo musicale statunitense Blondie, pubblicato nel 1979 ed estratto dall'album Eat to the Beat.
La canzone è stata scritta da Deborah Harry e Nigel Harrison.

## Tracce
- 7" (UK)

1. Union City Blue – 3:18
2. Living in the Real World – 2:53

## Classifiche
| Classifica  | Posizione raggiunta |
| ----------- | ------------------- |
| Regno Unito | 13                  |